# Barrage de Bouroumi
Le Barrage de Bouroumi est une retenue d'eau de la Mitidja, qui se situe au sud-ouest de la wilaya de Blida. Il est l'un des 72 barrages opérationnels en Algérie alors que 30 autres sont en cours de réalisation en 2015.

## Géographie

### Localisation
Le barrage de Bouroumi est situé au centre de plusieurs villages au sud-est de la wilaya de Blida.